# Exaudivit
Exaudivit è un introito del tempo pasquale che appartiene alla liturgia della Messa della feria sexta et Sabbato post Ascensionem. Nella messa tridentina è l'introito della Missa de Rogationibus.

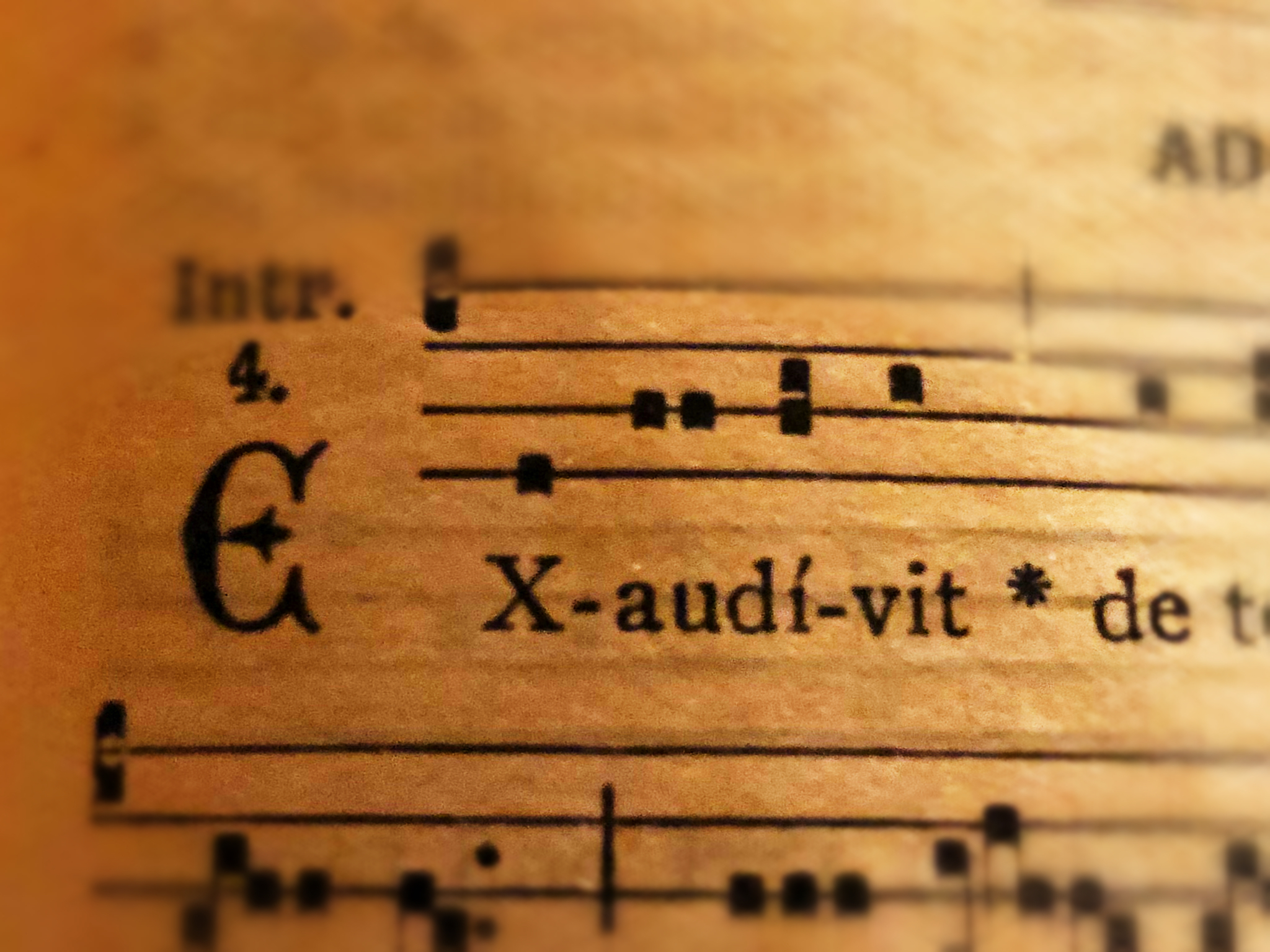
Incipit dell'introito Exaudivit nel Liber usualis

## Testo
alleluia :

et clamor meus in conspectu eius introivit in aures eius.
alleluia, alleluia

(Ps. 17,7 )

Diligam te Domine, fortitudo mea:

Dominus firmamentum meum,

et refugium meum.

(Ps. 17, 2-3 )»
alleluia

il mio grido alla sua presenza ha raggiunto le sue orecchie:

alleluia, alleluia

(Sal 17, 1)

Ti amerò Signore mia forza, 

Signore mio sostegno, 

e mio rifugio.

(Sal 17, 2-3)»

### Testi di liturgia contemporanea
- Graduale Triplex, Moines de Solesmes, 1979 p. 239
- Graduale Novum vol. II, p. 99

### Testi medievali
- Bamberg, Staatsbibliothek lit. 6 f. 46 Bavaricon p. 96
- Bamberg, Staatsbibliothek lit.7 f. 43r Incipit noté Bavaricon p. 88
- Benevento, Biblioteca Capitolare 33 f.  91v
- Benevento, Biblioteca Capitolare 34 f. 161v
- Bruxelles, bibliothèque royale 10127-44 - Mont-Blandin AMS 94a
- Cambrai, Bibliothèque municipale 0075 (0076) - St-Vaast d’Arras f. 95r
- Cologny (Genève), Bibliotheca Bodmeriana C 74 - St. Cecilia in Trast. f. 95r
- Einsiedeln, Stiftbibliothek 121 f. 238
- Graz, Universitätsbibliothek 807 f. 120v
- Laon, Bibliothèque municipale 239 f. 121 Facsimilé p. 116
- Montpellier, Bibliothèque de l’Ecole de Médecine H 159 f. 30v 2.p ; altra numerazione: 48
- Paris, Bibliothèque nationale de France 776 - Albi f. 88
- Paris, Bibliothèque nationale de France lat. 903 - Saint-Yrieix f. 177
- Paris, Bibliothèque nationale de France lat 9434 - St-Martin de Tours f. 133r
- Paris, Bibliothèque nationale de France lat. 12050 - Ant. Corbie AMS 94a
- Paris, Bibliothèque nationale de France lat. 17436 - Compiègne AMS 94a
- Paris, Bibliothèque nationale de France lat 18010 - Gr. Corbie f. 28r
- Paris, Bibliothèque Sainte-Geneviève 111 - Senlis AMS 94a
- Roma, Biblioteca Angelica 123 - Angelica 123 f. 119v
- Sankt-Gallen, Stiftsbibliothek 339 f. 117 Facsimilé p. 86
- Sankt-Gallen, Stiftsbibliothek 376 p. 214
- Zürich, Zentralbibliothek Rh. 30 - Gr. Rheinau AMS 94a